# Asesinato de Yoshi Hattori
Yoshihiro Hattori, también conocido como Yoshi Hattori (服 部 剛 丈, Hattori Yoshihiro;  Nagoya, 22 de noviembre de 1975-17 de octubre de 1992) era un estudiante japonés en un programa de intercambio en los Estados Unidos que fue asesinado en Baton Rouge, Luisiana. Iba de camino a una fiesta de Halloween y fue a una casa equivocada por error. El dueño de la propiedad, Rodney Peairs, mató a tiros a Hattori, pensando que estaba invadiendo su hogar con una intención criminal. El tiroteo y la absolución de Peairs en el tribunal estatal de Louisiana recibieron atención mundial.

## Primeros años de Hattori
Hattori nació en Nagoya, Japón, siendo el segundo de los tres hijos de Masaichi Hattori, un ingeniero, y su esposa Mieko Hattori. Tenía dieciséis años cuando fue a Baton Rouge en agosto de 1992 como parte del programa de intercambio de estudiantes del American Field Service (AFS); también había recibido una beca de la Fundación Morita para su viaje. Richard y Holley Haymaker (profesor universitario y médico, respectivamente), y su hijo adolescente, Webb Haymaker, lo recibieron como estudiante en una casa de familia en Baton Rouge.

## Incidente fatal
Dos meses después de su estadía en los Estados Unidos, Hattori y Webb Haymaker recibieron una invitación a una fiesta de Halloween el 17 de octubre de 1992 que había sido organizada para los estudiantes japoneses de intercambio. Hattori fue vestido con un esmoquin blanco a imitación del personaje de John Travolta en la película Saturday Night Fever. Aproximadamente a las 20:00 horas, Haymaker y Hattori condujeron hasta el vecindario en East Baton Rouge donde se estaba llevando a cabo la fiesta. Los dos jóvenes confundieron la residencia de Rodney Peairs, un carnicero de supermercado de treinta años, y de su esposa Bonnie Peairs, con la casa de destino prevista debido a la similitud de la dirección y las decoraciones de Halloween en el exterior de la casa.
Hattori y Haymaker caminaron hacia la puerta principal de la casa donde tocaron el timbre. Nadie llegó a la puerta principal, pero Bonnie Peairs abrió la puerta lateral que conducía a la cochera y vio a Haymaker a unos metros de distancia. Haymaker llevaba un collarín debido a una lesión reciente y vendas como parte de un disfraz de Halloween. Intentó dirigirse a Peairs, pero ella testificó más tarde que entró en pánico cuando Hattori apareció a la vuelta de la esquina y se movió rápidamente hacia ella. Cerró la puerta de golpe y le dijo a su esposo Rodney que tomara su arma.
Afuera, Haymaker infirió que él y Hattori habían venido a la casa equivocada. Se estaban preparando para regresar a su automóvil cuando Rodney Peairs abrió la puerta del garaje, armado con un revólver .44 Magnum. Hattori retrocedió hacia Peairs y dijo: «Estamos aquí para la fiesta». Peairs le apuntó con el arma y gritó: «¡Alto!» (en inglés «Freeze!»). Haymaker había visto el arma de fuego y gritó una advertencia después de Hattori, pero Hattori tenía un inglés limitado y no usaba sus lentes de contacto esa noche, y es posible que no entendiera la orden de Peairs de «Alto», no vio su arma, o incluso podría haber pensado que esto era parte de una broma de Halloween. Hattori sostenía una cámara que Peairs confundió con un arma. Hattori continuó avanzando hacia Peairs; Peairs le disparó su arma desde una distancia de aproximadamente 1,5 m, lo impactó en el pecho y luego se retiró al interior de la casa. Haymaker corrió a la casa de al lado en busca de ayuda, regresó con un vecino y encontró a Hattori gravemente herido y acostado boca arriba. Los Peairs no salieron de su casa hasta que llegó la policía unos cuarenta minutos después del tiroteo. Bonnie Peairs le gritó a un vecino que «se fuera» cuando el vecino pidió ayuda.
El disparo atravesó los lóbulos superior e inferior del pulmón izquierdo de Hattori y salió por el área de la séptima costilla; murió en una ambulancia minutos después por pérdida de sangre.

## Juicio penal de Rodney Peairs
Inicialmente, la policía local rápidamente interrogó y liberó a Rodney Peairs, y se negó a acusarlo de ningún delito porque, en su opinión, Peairs había estado «dentro de sus derechos al disparar contra el intruso». Solo después de que el gobernador de Luisiana Edwin Edwards y el cónsul general japonés en Nueva Orleans protestaron, Peairs fue acusado de homicidio. Su defensa fue su afirmación de que Hattori tenía una «manera extremadamente inusual de moverse» que cualquier persona razonable encontraría «aterradora», y el énfasis en Peairs como un «Joe promedio», un hombre como los vecinos de los miembros del jurado, un hombre que «le gustaba el azúcar en su sémola».
En el juicio, Peairs testificó sobre el momento anterior al tiroteo: «Era una persona que venía de detrás del automóvil y se movía muy rápido. En ese momento, apunté con el arma y grité: "¡Alto!" La persona seguía viniendo hacia mí, moviéndose muy erráticamente. En ese momento, le grité que se detuviera. No lo hizo; siguió avanzando. Lo recuerdo riendo. Estaba muerto de miedo. Esta persona no iba a parar, me iba a hacer daño». Peairs testificó que le disparó a Hattori una vez en el pecho cuando el joven estaba a unos 1,5 m de distancia. «Sentí que no tenía otra opción», dijo. «Lamento mucho que haya pasado algo de esto».
El fiscal de distrito Doug Moreau se concentró en establecer que no había sido razonable que Peairs, un hombre armado de 1,88 m de altura, tuviera tanto miedo de un joven cortés, amistoso, desarmado, de 59 kg, que tocó el timbre, incluso si caminó hacia él inesperadamente en el camino de entrada, y que Peairs no tenía justificación para usar fuerza letal.
Un detective de la policía testificó que Peairs le había dicho: «Vaya, me equivoqué, cometí un error».
La defensa argumentó que Rodney Peairs estaba reaccionando en gran parte y de manera razonable al pánico de su esposa. Bonnie Peairs testificó durante una hora describiendo el incidente, durante el cual también rompió a llorar varias veces. «Él [Hattori] venía muy rápido hacia mí», testificó. «Nunca antes alguien me había atacado así. Estaba aterrorizada». Rodney Peairs no dudó ni la cuestionó, sino que fue a buscar una pistola con mira láser que estaba guardada en una maleta en el dormitorio.
«No había ningún pensamiento involucrado. Ojalá hubiera podido pensar. Si pudiera haber pensado», dijo Bonnie Peairs.
El juicio duró siete días. El jurado emitió un veredicto de no culpabilidad después de deliberar durante aproximadamente tres horas. Los espectadores de la sala del tribunal estallaron en aplausos cuando se anunció el veredicto.

### Juicio civil
Sin embargo, en una acción civil posterior, el tribunal encontró a Rodney Peairs responsable ante los padres de Hattori por 650 000 USD en daños, que utilizaron para establecer dos fondos de caridad a nombre de su hijo; uno para financiar a los estudiantes de secundaria estadounidenses que deseen visitar Japón, y otro para financiar a organizaciones que presionan por el control de las armas. Los abogados de los padres de Hattori argumentaron que Rodney y Bonnie Peairs habían actuado de manera irracional: Bonnie Peairs reaccionó exageradamente ante la presencia de dos adolescentes fuera de su casa; la pareja se comportó de manera irrazonable al no comunicarse entre sí para transmitir cuál era exactamente la amenaza percibida; no habían tomado el mejor camino hacia la seguridad: permanecer dentro de la casa y llamar a la policía; se habían equivocado al tomar una acción ofensiva en lugar de una acción defensiva; y Rodney Peairs había usado su arma de fuego demasiado rápido, sin evaluar la situación, usando un disparo de advertencia o disparando para herir. Además, los Peairs, mucho más grandes, probablemente podrían haber sometido fácilmente al adolescente bajo y de complexión ligera. Contrariamente a la afirmación de Rodney Peairs de que Hattori se estaba moviendo de manera extraña y rápida hacia él, la evidencia forense demuestra que Hattori se estaba moviendo lentamente, o nada en absoluto, y sus brazos estaban lejos de su cuerpo, lo que indica que no era una amenaza. En general, se utilizó una demostración de fuerza mucho mayor de la apropiada. Los Peairs apelaron la decisión, pero la Corte de Apelaciones de Luisiana confirmó la decisión en octubre de 1995, y una segunda apelación ante la Corte Suprema de Luisiana fue rechazada en enero de 1996. Del total de 650 000 USD de sentencia, La compañía de seguros de Peairs pagó 100 000 USD mientras que el propio Peairs fue técnicamente responsable de pagar los 550 000 USD restantes.

## Consecuencias
Después del juicio, Peairs le dijo a la prensa que nunca volvería a tener un arma. Una fuente de 2013 informó que había perdido su casa y su trabajo en el supermercado, y que estaba viviendo en un parque de casas rodantes.
La opinión pública japonesa quedó conmocionada por el asesinato y por la absolución de Peairs. Los padres de Hattori y sus padres anfitriones estadounidenses, los Haymakers, se convirtieron en activistas activos por la reforma de la ley de armas en los Estados Unidos. En noviembre de 1993 se reunieron con el presidente Bill Clinton, a quien se le presentó una petición firmada por 1,7 millones de ciudadanos japoneses que pedían un mayor control de armas. También se presentó al Congreso una petición firmada por 120 000 ciudadanos estadounidenses. Los Hattoris y los Haymakers prestaron su apoyo a Brady Bill (introducido originalmente en la Cámara de Representantes en 1991), que exigía verificaciones de antecedentes y un período de espera de cinco días para la compra de armas de fuego en los Estados Unidos. Fue promulgada por el presidente Clinton el 30 de noviembre de 1993, como Ley de Prevención de la Violencia con Armas de Fuego Brady. Según Walter Mondale, entonces embajador de Estados Unidos en Japón, quien presentó a los padres de Hattori una copia de la Ley el 3 de diciembre de 1993, la muerte de Hattori «tuvo un impacto muy definido en la aprobación del proyecto de ley Brady».
En 1997, la cineasta Christine Choy lanzó un documental sobre la muerte de Hattori titulado The Shot Heard Round The World.
Webb Haymaker se suicidó en marzo de 2022 a la edad de 46 años. Según sus seres queridos, estaba atormentado por la culpa del sobreviviente y durante muchos años, «profundamente afectado externamente».